# Wernsdorf (Starkenberg)
Wernsdorf ist ein Ortsteil der Gemeinde Starkenberg im Landkreis Altenburger Land in Thüringen.

## Lage
Die Gemarkung von Wernsdorf befindet sich am Rand der Leipziger Tieflandsbucht im Altenburger-Zeitzer Lösshügelland auf schwarzerdeähnlichen Böden. Das Dorf liegt vier Kilometer westlich von Starkenberg und 17 Kilometer von der Kreisstadt Altenburg entfernt. Die geographische Höhe des Ortes beträgt 250 m ü. NN. Durch den Ort fließt der Gerstenbach. Westlich von Wernsdorf befindet sich die Landesgrenze zu Sachsen-Anhalt.

## Geschichte

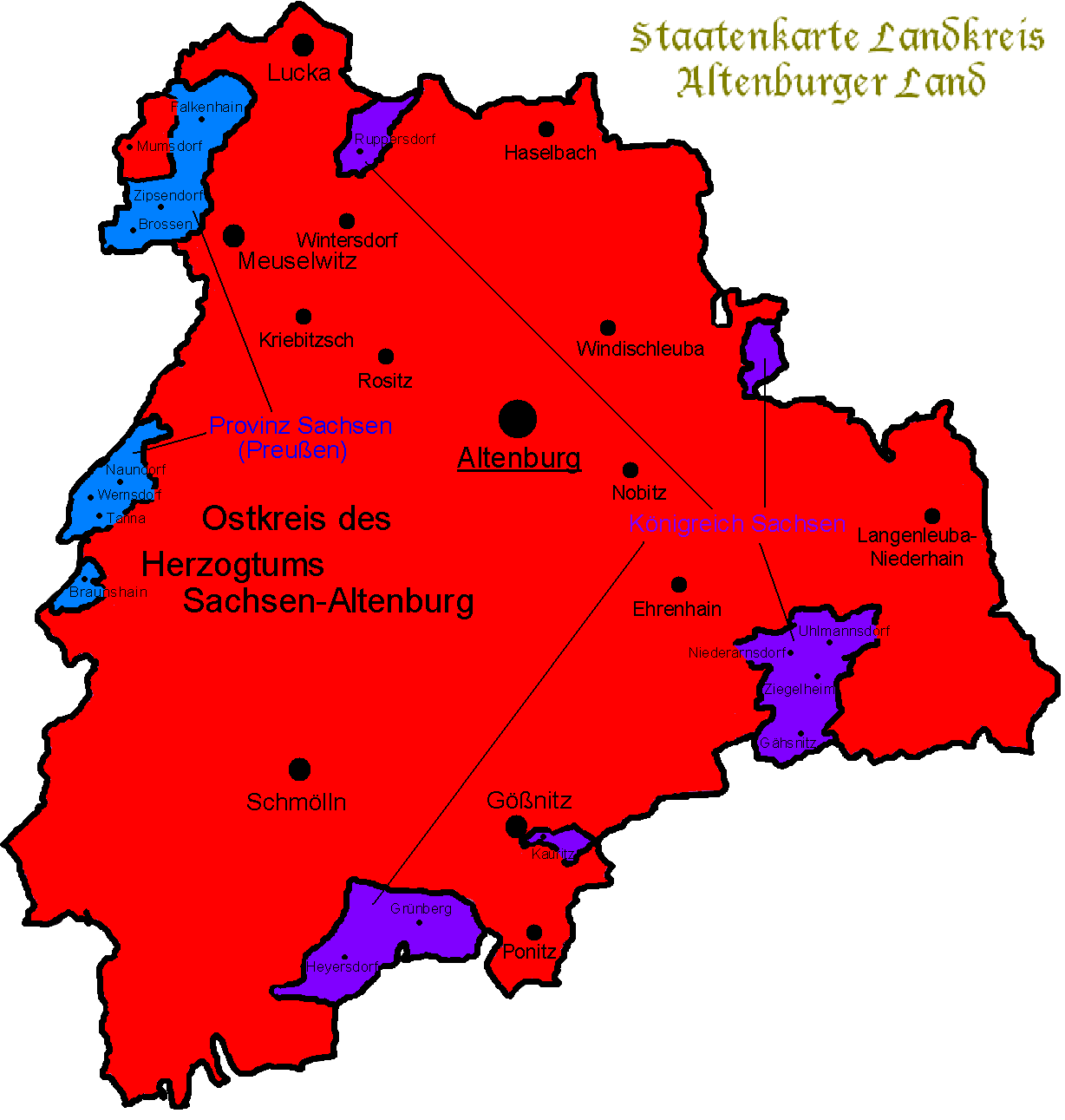
Staatenaufteilung des Altenburger Landes bis 1920

Das Dorf wurde am 12. März 1279 erstmals urkundlich erwähnt. 1715 erbauten die Bewohner die neue Kirche.
Wernsdorf ist einer der wenigen Orte des Altenburger Lands, der historisch nicht zu Sachsen-Altenburg gehörte. Wie bei den Nachbarorten Tanna und Naundorf lag die Grundherrschaft zunächst beim Rittergut Kayna, wodurch es auch als Kaynaisches Dorf bezeichnet wurde. Später lag die Grundherrschaft beim Rittergut Kleinbraunshain, dessen fünf zugehörige Orte bis 1815 eine Exklave bildeten, die zum kursächsischen Amt Borna gehörte.
Durch die Beschlüsse des Wiener Kongresses kam die Exklave der fünf Kaynaischen Dörfer im Jahr 1815 zu Preußen. Sie ging 1816 im neu gebildeten Landkreis Zeitz im
Regierungsbezirk Merseburg der Provinz Sachsen auf.
Am 1. Oktober 1938 wurde Tanna nach Wernsdorf eingemeindet. Die Gemeinde Wernsdorf mit dem Ortsteil Tanna kam wiederum am 1. Juli 1950 zur Gemeinde Naundorf. Damals gehörten die drei Orte zum Land Sachsen-Anhalt (1945–1952) im Landkreis Zeitz, nachdem am 1. Juli 1944 die preußische Provinz Sachsen (1815–1944) aufgelöst wurde und der Regierungsbezirk Merseburg zur Provinz Halle-Merseburg (1944–1945) wurde. Mit der Verwaltungsreform in der DDR am 25. Juli 1952 kam die Gemeinde Naundorf mit Wernsdorf und Tanna an den Kreis Schmölln im Bezirk Leipzig. Am 1. Januar 1957 erfolgte die Umgliederung in den Kreis Altenburg im Bezirk Leipzig; jener gehörte seit 1990 als Landkreis Altenburg zu Thüringen und ging 1994 im Landkreis Altenburger Land auf. Mit der Eingemeindung der Gemeinde Naundorf in die Gemeinde Starkenberg wurde Wernsdorf am 1. Dezember 2008 ein Ortsteil der Gemeinde Starkenberg. Im Jahr 2012 wohnten 53 Personen im Ort.